# آلگازینو
آلگازینو (به لاتین: Algazino) یک منطقهٔ مسکونی در روسیه است که در چوواشستان واقع شده‌است. آلگازینو ۵۱۷ نفر جمعیت دارد.